# Margriet Barends
Margriet Barends, ook Margriet van der Meulen, (1958) is een Nederlands beeldhouwer en schilder.

## Leven en werk
Barends werd opgeleid in Utrecht aan de School voor de Grafische Vakken en aan Academie Artibus als leerling van de beeldhouwer Jan van Luijn. Ze maakt veelal figuratieve beelden in brons of cortenstaal, waarbij mens en dier een belangrijke rol spelen. Ze schildert met olie- en acrylverf. Barends is lid van het Genootschap Kunstliefde en de Kunstenaarssociëteit de Groninger Kroon. Ze exposeerde onder meer bij diverse beeldentuinen, paleis Het Loo en museum De Buitenplaats.
Barends is getrouwd met de schilder Harm van der Meulen. Sinds 2005 woont het paar in Ulrum.

## Werken (selectie)
- De handreiking (1991), vredesmonument, Montfoort
- Slapende reus (1997), Vijzelplantsoen, Linschoten
- Wadende vrouw (1999), Linschoten
- abstract beeld (2007), Rahaëlstichting in Schoorl
- gevelbeelden van Elisabeth van Thüringen en Sint-Joris (2008), Bagijnestraat, Deventer
- Trekschuit (2014), Singel, Ulrum
- Schapen, Schapenweg, Ulrum
- plaquette van Martin Loos (2015), Visserijmuseum, Zoutkamp

## Afbeeldingen

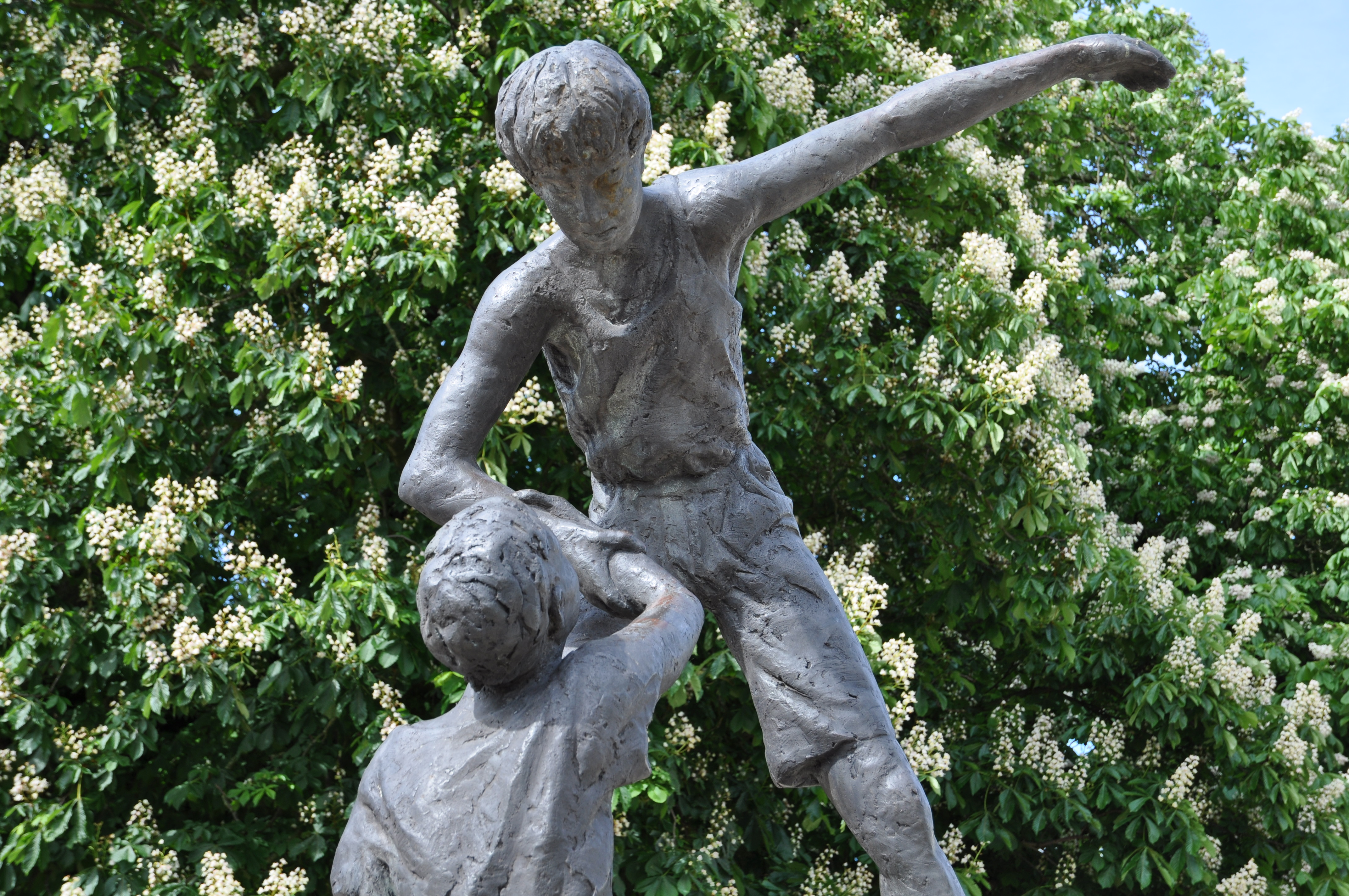
De handreiking (detail)
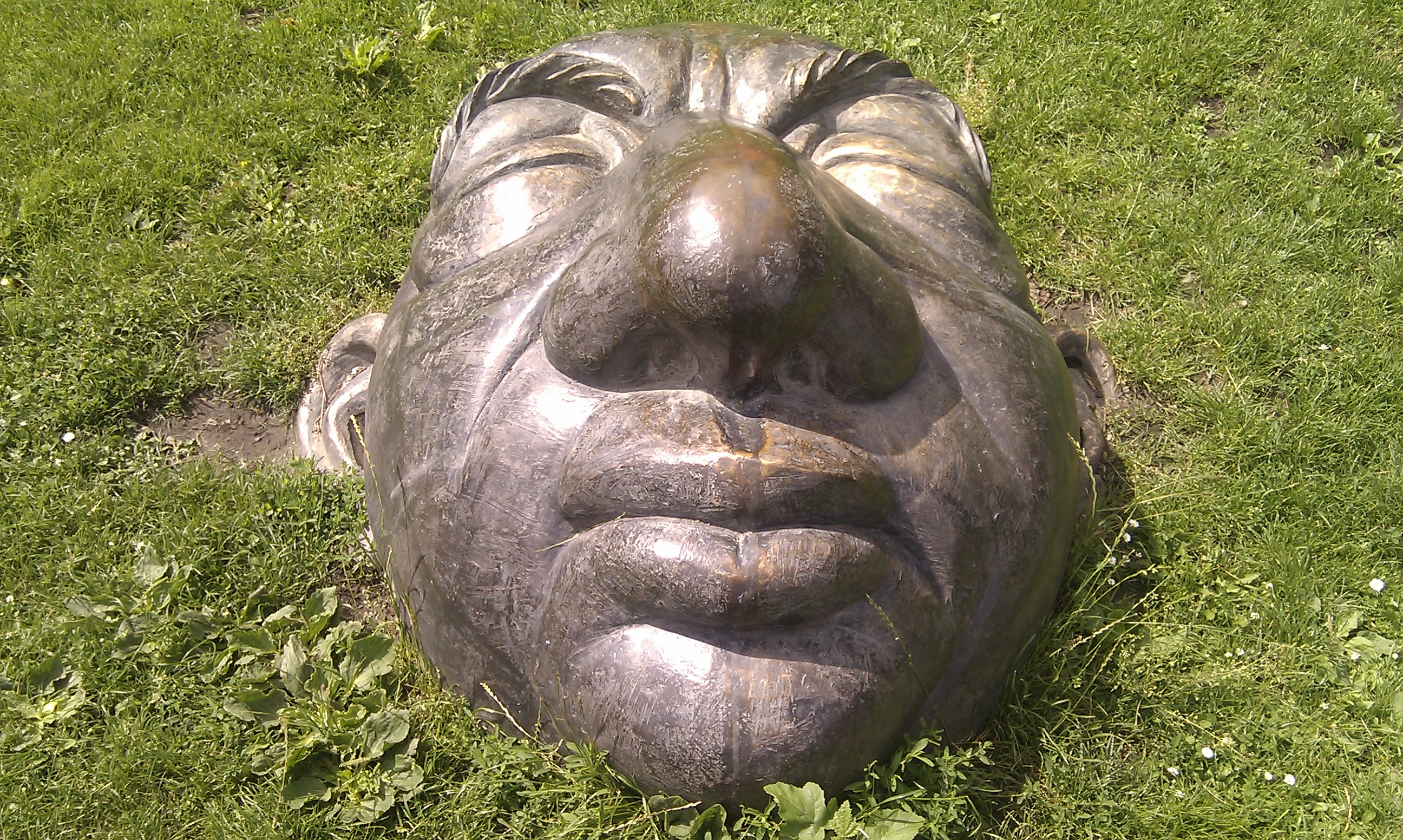
Slapende reus (detail)
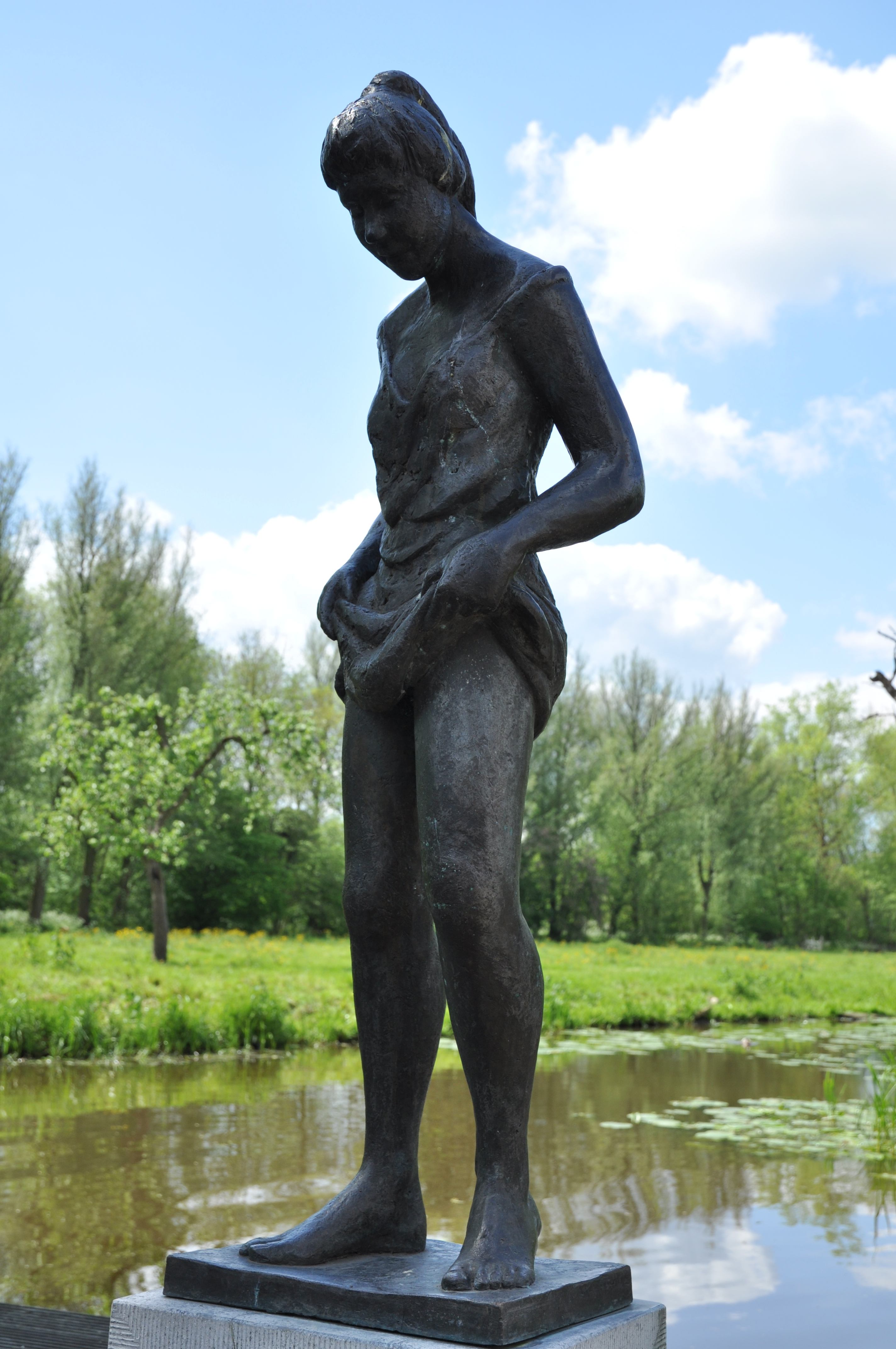
Wadende vrouw
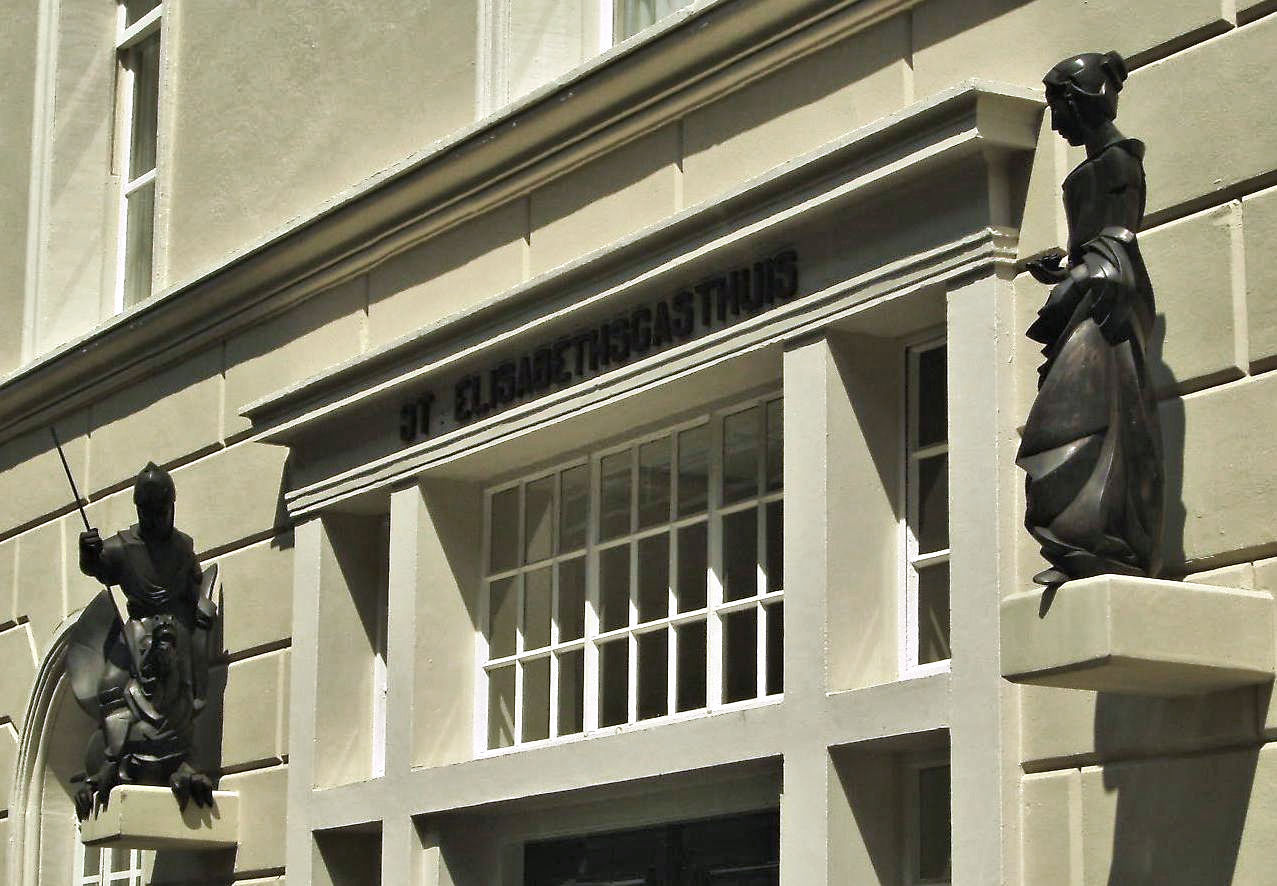
Sint-Joris en Sint-Elisabeth